# توماس جی. پیکارد
توماس جی. پیکارد (انگلیسی: Thomas J. Pickard؛ زادهٔ ۶ ژانویهٔ ۱۹۵۰) سیاست‌مدار اهل ایالات متحده آمریکا است. او در تابستان سال ۲۰۰۱ به مدت ۷۱ روز مدیرکل اف‌بی‌آی بوده‌است.

## سنین جوانی و تحصیل
او متولد نیویورک و فارغ‌التحصیل حسابداری در کالج سنت فارنسیس و ام‌بی‌ای در گرایش مالیات از دانشگاه سنت‌جانز است.